# Pievepelago
Pievepelago är en ort och kommun i provinsen Modena i regionen Emilia-Romagna i Italien. Kommunen hade 2 327 invånare (2018).